# Rydberg-formula

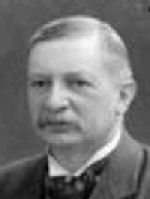
Johannes Rydberg

A Rydberg-formula (Rydberg–Ritz-formula) az atomfizika egyik összefüggése, melyből megállapítható a hidrogén színképe, az összes hullámhossz, amelyen a hidrogén képes elektromágneses hullámot kibocsátani és elnyelni. Később a Rydberg–Ritz-féle kombinációs elvvel sikerült kiterjeszteni, hogy minden elemre működjön.
A spektrum egy hullámhosszhalmaz, melyek kibocsátására egy kémiai elem atomja képes, miközben az elektron a diszkrét energiájú „elektronhéjak” egyikéről a másikra ugrik. Ez a felfedezés segítette a kvantummechanika megalkotását.
A formulát Johannes Rydberg svéd fizikus alkotta meg, és 1888. november 5-én tette közzé.

## A Rydberg-formula hidrogénre
{\displaystyle {\frac {1}{\lambda _{\mathrm {vac} }}}=R_{\mathrm {H} }\left({\frac {1}{n_{1}^{2}}}-{\frac {1}{n_{2}^{2}}}\right)}
Ahol
{\displaystyle \lambda _{\mathrm {vac} }} a részecske által vákuumban kibocsátott sugárzás hullámhossza.
{\displaystyle R_{\mathrm {H} }} a hidrogén Rydberg-állandója.
n1 és n2 olyan egészek, melyre n1 < n2.
Ha n1=1 és n2 2-től végtelenig változik, akkor az úgynevezett Lyman-sorozatot kapjuk, mely a 91 nm értékhez közelít, hasonlóan:
| n1 | n2               | Név               | Ide konvergál (nm) | Tartomány   |
| -- | ---------------- | ----------------- | ------------------ | ----------- |
| 1  | 2-től végtelenig | Lyman-sorozat     | 91                 | ultraibolya |
| 2  | 3-tól végtelenig | Balmer-sorozat    | 365                | látható     |
| 3  | 4-től végtelenig | Paschen-sorozat   | 821                | infravörös  |
| 4  | 5-től végtelenig | Brackett-sorozat  | 1459               |             |
| 5  | 6-tól végtelenig | Pfund-sorozat     | 2280               |             |
| 6  | 7-től végtelenig | Humphreys-sorozat | 3283               |             |

## Fordítás
Ez a szócikk részben vagy egészben  a   Rydberg formula című angol Wikipédia-szócikk fordításán alapul.  Az eredeti cikk szerkesztőit annak laptörténete sorolja fel. Ez a jelzés csupán a megfogalmazás eredetét és a szerzői jogokat jelzi, nem szolgál a cikkben szereplő információk forrásmegjelöléseként.